# Ophisternon candidum
Ophisternon candidum is een  straalvinnige vissensoort uit de familie van kieuwspleetalen (Synbranchidae). De wetenschappelijke naam van de soort is voor het eerst geldig gepubliceerd in 1962 door Mees.
De soort staat op de Rode Lijst van de IUCN als Onzeker, beoordelingsjaar 1996.